# Pyrgion repanda
Pyrgion repanda là một loài bướm đêm trong họ Noctuidae.